# 柴利夫斯基站
柴利夫斯基站是布拉格地铁A线的一座车站，此站是为纪念杨·柴利夫斯基（Jan Želivský）而命名的。该站深26.6米深，站台总长148米。车站在Vinohradska街下面有一个入口，地下深度为5,6米。入口处连接有三个自动扶梯和一个长的自动扶梯隧道直达路面街道。车站后面有两个停车位和一个转弯车道。柴利夫斯基站建于1980年，建设花费为3.01亿捷克克朗。